# Shitennō-ji
Lo Shitennō-ji (四天王寺?) è un complesso di templi buddhisti che si trova ad Osaka in Giappone. Fu fatto costruire nel 593 d.C. dal principe ereditario Umayado, figlio dell'imperatore Yomei e reggente della zia, l'imperatrice Suiko.
Il giovane principe, nato nel 574, si era convertito al buddhismo ed aveva preso parte alla guerra contro i nobili fedeli alla tradizione shintoista affinché l'impero adottasse il buddhismo quale religione di Stato. Durante la battaglia di Shigisan, che avrebbe posto fine alle ostilità con la vittoria dei buddhisti, invocò l'aiuto delle divinità buddhiste chiamate i Quattro Re Celesti (四天王?, Shitennō).
Dopo il trionfo, nel 592 la zia di Umayado divenne imperatrice con il nome di Suiko, e lui venne nominato reggente l'anno successivo. Celebrò la vittoria facendo costruire Shitennō-ji dedicato ai quattro re, che divenne così il primo complesso templare (寺?, ji) del buddhismo eretto dallo stato nel paese. Fu costruito nel piccolo altopiano Uemachi-daichi di Naniwa, l'antico nome di Osaka, nell'odierno quartiere di Tennōji-ku, pochi chilometri a nord del preesistente grande santuario shintoista di Sumiyoshi, e in prossimità del porto utilizzato per accedere alla corte imperiale, che si trovava allora nella vicina Asuka-kyō. In questo modo Umayado volle esibire la fede religiosa e la potenza imperiale ai visitatori d'oltremare.
La ditta costruttrice, Kongō Gumi, fu invitata dalla Corea e si sarebbe poi stabilita definitivamente in Giappone diventando una delle più famose del paese, realizzando, tra le varie opere, il castello di Osaka ed il tempio Hōryū-ji di Nara.
Il principe reggente volle che attorno a Shitennō-ji avessero sede quattro istituzioni (四箇院?, Shika-in), che avevano lo scopo di innalzare il livello di civilizzazione del paese: il Kyōden-in (Istituto per la religione e l'istruzione), l'Hiden-in (istituto di assistenza sociale), il Ryōbyō-in (ospedale), ed il Seiyaku-in (farmacia).

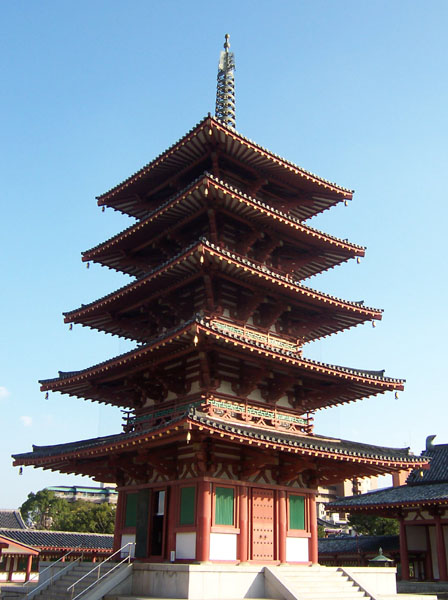
La pagoda a 5 piani

Nel corso dei secoli i templi di Shitennō-ji sono stati più volte ricostruiti, mantenendo quasi del tutto inalterata la loro conformazione e la dislocazione all'interno del parco.
Il complesso è composto da:
- una pagoda a cinque piani
- il tempio principale, un padiglione dorato (Kondō) che ospita l'immagine del Buddha (Nyotai Kannon)
- una sala di lettura (Kōdō)
- un corridoio coperto che dà su tre cancelli
- tre cancelli di accesso
- un portale d'ingresso (鳥居?, torii) che viene considerato la via di accesso alla Pura Terra dell'Ovest (極楽浄土?, gokuraku-jōdo, - la dimora celeste dei Bodhisattva)

È uno dei complessi templari più amati dai giapponesi ed è considerato il più importante sito buddhista di Osaka. A testimonianza dell'antica tradizione che lo accompagna, al suo interno si tengono a scadenza annuale diverse celebrazioni di grande importanza, tra cui il Doya-Doya, il Shoryoe ed il Shitennoji Wasso.
Si possono effettuare visite tutti i giorni dell'anno, il prezzo per l'ingresso è di 300 yen.